# Кашина Грациоза (Милано)
Кашина Грациоза је насеље у Италији у округу Милано, региону Ломбардија.
Према процени из 2011. у насељу је живело 143 становника. Насеље се налази на надморској висини од 149 м.